# 岡崎律子
岡崎 律子（おかざき りつこ、1959年12月29日 - 2004年5月5日）は、長崎県西彼杵郡高島町端島（現:長崎県長崎市）出身の日本の作曲家、シンガーソングライター。

## 生涯
岡崎孝雄・輝子夫妻の次女として出生。小学校3年生の時まで端島（軍艦島）に居住していたことで知られるが、父親の孝雄は若くして三菱鉱業の幹部職員を勤め、岡崎家は幹部職員用の3号棟に居住していた。3号棟は集合住宅の中では各部屋に内風呂と固定電話を有する唯一の建物であった。このころは個人宅への固定電話の敷設がまだ一般的ではなく、当時の生活水準では律子は裕福な家庭で育った。島内の学校である高島町立端島小学校で一時期を過ごしたが、一家は端島が閉山するのを待たずに東京に転居した。高校1年の時に中学からの親友2人(堤真耶と加藤恵子)と共にニューミュージック系ユニット「エレナー」を結成し、3人で音楽活動を始める。当時の担当はピアノ、コーラスだった。
都内の短期大学を卒業後、一般企業に就職するが、程なく退職して音楽業界に入る。音楽業界に入った後に「森野律」などの名義でコマーシャル音楽などを手がけたり、アーティストに楽曲を提供していた。OVA『1月にはChristmas』主題歌「冬のないカレンダー」で、歌手の「岡崎律子」としてトーラスレコードからデビュー。声優の林原めぐみはこの『1月にはChristmas』が岡崎との出逢いの作品だったと語っている。
大月俊倫が上述の『1月にはChristmas』の主題歌である「冬のないカレンダー」をきっかけに岡崎を気に入っていたことや、林原をはじめとする多くの女性声優に楽曲を提供していたことなどの縁もあり、晩年はスターチャイルドに移籍した。テレビアニメ『魔法のプリンセス ミンキーモモ』イメージソング「4月の雪」「約束」を担当。歌手活動と並行して、ラジオやエッセイなどで活躍したり、アニメ・ゲーム作品や声優の曲を数多く手がけている。日向めぐみとのユニット「メロキュア」も、広く注目を得る。ヤマハ音楽教室・ヤマハ英語教室の教材にも曲を多数、提供しており、音楽教室の生徒向け教材CDに収録されている。
2004年5月5日に敗血症性ショックのため死去。44歳没。
その死後、2003年春にスキルス性胃癌を発病して、闘病生活を送りつつ創作活動を続けていたことが明らかになった。遺作となった『for RITZ』は制作途中であったが、哀悼の意味から発表時にタイトルが変更された。同アルバムには、本番収録が間に合わずテスト状態で収録された曲もある。

## 備考・エピソード
- 本人はホームページにて左利きであることを公表しているが、筆記は右手で行う。これは母親によって小学校入学時に矯正されたためである。アルバム『life is lovely.』のブックレットにも右手にペンを持つ写真が載っている。
- 本人は公式サイトにおいて自身のことを「海に囲まれた島の野生児」と称しているが、実際は幼少時から美少女だった。中学1年の時点で身長が140cm未満と非常に小柄な上に童顔だったこともあり、かなりモテたようである。
- 短大時代には「パンが好きだから」という理由でパン屋のアルバイトをしていた。パン屋のアルバイトは肌に合っていたようでスライスなども任されており、購買客のリクエストに応じて厚薄自在にスライスするなど、サービス精神も旺盛だったという[10]。
- 死去する2ヶ月前の闘病生活中に撮影され、死去後に読売新聞にて掲載された、ギターを抱えたジャージ姿の写真がよく知られているが、写真の中で抱えているギターはこの時の写真撮影用に用意された物であり、岡崎本人は実際にはギターを弾くことはできなかったという。ピアノなどの鍵盤楽器に専念し、ギターなどの弦楽器は演奏技能を習得しなかったためである。
- 学生時代には部活動でバドミントンを嗜んでいた。これは、生前に交友のあった林原めぐみと同じである。
- 交流のあった芸能関係者[11]以外では一部の例外[12]を除き、親族の意向により墓所は一般公表されていない。
- 出演していたラジオ番組『メロキュアの沈黙のradio』で、岡崎は死去する数ヶ月前に「新曲の創作に専念したいので、しばらくお休みします」と番組内で発表し、番組への出演を見合わせることになったが、これは上述のスキルス性胃癌の治療で入院するためだった。岡崎が事実と異なる休演理由を発表したのはファンや関係者を心配させないためであった。そのため、小森・林原・日向などの特に親しい関係者でさえ岡崎が病気で入院している事実を知らなかった。しかし、母親の輝子は律子の死去後、讀賣新聞からの取材に対し「病室にも機材等を持ち込んで新作創作にも意欲的に取り組んでいた」と述べており、入院中も新曲の創作に励んでいたこと自体は事実である。
- 公式サイトは親族の意向で死去後も削除することなく永続的に保存することが決まっており、実際に死去から10年以上経過してもそのままインターネット上に残されていた。しかし、諸般の事情によって止むを得ず閉鎖された。その後、サブスクリプションサービスによって律子が発表した楽曲がネット経由で一挙配信されることが決まり、それに伴って遺族の理解も得られたため、当時のままの状態で公式サイトが復活する運びとなった。
- 岡崎が高校生だったとき親友2人(堤真耶と加藤恵子)と結成したニューミュージック系のユニット「エレナー」は、岡崎亡き現在も解散していない。堤はプロの音楽家となり、現在も幅広い音楽活動を継続している[2]。加藤は大学卒業後は中学校の教職（担当教科は国語）に就いたが、堤とともにライブなどの音楽活動をすることがある[2]。

## 作品

### シングル
| 枚                                           | 発売日                       | タイトル                           | c/w                          | 規格品番                     |
| トーラスレコード / egg plant                 | トーラスレコード / egg plant | トーラスレコード / egg plant       | トーラスレコード / egg plant | トーラスレコード / egg plant |
| -------------------------------------------- | ---------------------------- | ---------------------------------- | ---------------------------- | ---------------------------- |
| 1st                                          | 1993年3月3日                 | 悲しい自由                         | 恋が、消えてゆく             | TADX-7358                    |
| 2nd                                          | 1994年2月23日                | 最愛                               | 12月の雪の日                 | TADX-7372                    |
| 3rd                                          | 1994年9月16日                | 長距離電話                         | Girlfriend                   | TADX-7394                    |
| 4th                                          | 1996年1月25日                | リグレット -恋人なら-              | 4月の雪                      | TADP-1005                    |
| 5th                                          | 1996年8月25日                | A Happy Life                       | 〜ハミング〜                 | TADP-1011                    |
| 6th                                          | 1997年11月24日               | Rain or Shine -降っても晴れても-   | White Land                   | TADT-1002                    |
| マーキュリー・ミュージックエンタテインメント |                              |                                    |                              |                              |
| 7th                                          | 1999年12月8日                | アクアボニスト (L'aquoiboniste)    | Moonshadow                   | PHDL-1204                    |
| キングレコード / スターチャイルド            |                              |                                    |                              |                              |
| 8th                                          | 2001年7月25日                | For フルーツバスケット             | 小さな祈り                   | KICM-3014                    |
| 9th                                          | 2002年10月23日               | Morning Grace/私の愛は小さいけれど |                              | KICM-3037                    |

### アルバム
| 枚                                | 発売日                       | タイトル                     | 規格品番                     |
| トーラスレコード / egg plant      | トーラスレコード / egg plant | トーラスレコード / egg plant | トーラスレコード / egg plant |
| --------------------------------- | ---------------------------- | ---------------------------- | ---------------------------- |
| 1st                               | 1993年3月24日                | Sincerely yours,             | TACX-2391                    |
| 2nd                               | 1994年3月23日                | Joyful Calendar              | TACX-2420                    |
| キングレコード / スターチャイルド |                              |                              |                              |
| 3rd                               | 1997年8月21日                | Ritzberry Fields             | KICS-639                     |
| 4th                               | 1998年11月6日                | おはよう                     | KICS-703                     |
| 5th                               | 2001年12月16日               | ラブひな OKAZAKI COLLECTION  | KICA-563                     |
| 6th                               | 2003年2月5日                 | life is lovely.              | KICA-591                     |
| 7th                               | 2004年12月29日               | for RITZ                     | KICS-1089                    |

### ミニアルバム
| 枚                           | 発売日                       | タイトル                     | 規格品番                     |
| トーラスレコード / egg plant | トーラスレコード / egg plant | トーラスレコード / egg plant | トーラスレコード / egg plant |
| ---------------------------- | ---------------------------- | ---------------------------- | ---------------------------- |
| 1st                          | 1996年5月25日                | A Happy Life                 | TACP-1004                    |

### ベストアルバム
| 枚                         | 発売日                     | タイトル                             | 規格品番                   |
| ニュートーラス / egg plant | ニュートーラス / egg plant | ニュートーラス / egg plant           | ニュートーラス / egg plant |
| -------------------------- | -------------------------- | ------------------------------------ | -------------------------- |
| 1st                        | 1997年10月25日             | Rain or Shine                        | TACP-1008                  |
| ユニバーサルミュージック   |                            |                                      |                            |
| 2nd                        | 2005年5月5日               | Love&Life〜private works 1999-2001〜 | UPCH-1405                  |

### タイアップ曲
| 楽曲                            | タイアップ                                                 | 時期   | 収録作品                                       |
| ------------------------------- | ---------------------------------------------------------- | ------ | ---------------------------------------------- |
| A Happy Life                    | テレビ東京系『情報!ソースが決め手』エンディングテーマ      | 1995年 | シングル「A Happy Life」                       |
| 〜ハミング〜                    | テレビ東京系『NEWSモーニングJAM』コーナーソング            | 1995年 | シングル「A Happy Life」                       |
| Rain or Shine-降っても晴れても- | TBS系『黄金のレシピ』エンディングテーマ                    | 1996年 | シングル「Rain or Shine-降っても晴れても-」    |
| Moonshadow                      | TBS系『チープ・ラブ』挿入歌                                | 1999年 | シングル「アクアボニスト（L'aquoiboniste）」   |
| For フルーツバスケット          | テレビ東京系アニメ『フルーツバスケット』オープニングテーマ | 2001年 | シングル「For フルーツバスケット」             |
| 小さな祈り                      | テレビ東京系アニメ『フルーツバスケット』エンディングテーマ | 2001年 | シングル「For フルーツバスケット」             |
| Morning Grace                   | アニメ『プリンセスチュチュ』オープニングテーマ             | 2002年 | シングル「Morning Grace/私の愛は小さいけれど」 |
| 私の愛は小さいけれど            | アニメ『プリンセスチュチュ』エンディングテーマ             | 2002年 | シングル「Morning Grace/私の愛は小さいけれど」 |

## 提供

### 作詞・作曲・歌唱/歌唱
アニメ
- 魔法のプリンセス ミンキーモモ（第2作）
  - 約束
- 愛天使伝説ウェディングピーチ
  - Lucky&Happy
- フルーツバスケット
  - For フルーツバスケット
  - 小さな祈り
  - セレナーデ
  - 空色
  - 愛すべき明日
- 円盤皇女ワるきゅーレ（歌唱:メロキュア）
  - 愛しいかけら
  - Agape
  - Agape（水の惑星Ver.）
  - めぐり逢い
  - ALL IN ALL
- ストラトス・フォー（歌唱:メロキュア）
  - So far, so near
  - 1st Priority (歌唱のみ)
  - 向日葵 (歌唱のみ)
  - rainbow kind of feeling (歌唱のみ)
- 奥さまは魔法少女（歌唱:メロキュア）
  - ホーム&アウェイ(歌唱のみ　メロキュアを参照のこと)
- アキハバラ電脳組
  - シンシア・愛する人
- シスター・プリンセス RePure
  - A Girl in Love
- 十兵衛ちゃん2 -シベリア柳生の逆襲-
  - 凪 〜Peace of Mind〜
- プリンセスチュチュ
  - Morning Grace
  - 私の愛は小さいけれど
- 好きっていいなよ。
  - Friendship 〜for 好きっていいなよ。（野見祐二による新編曲版、「好きっていいなよ。 Music&Drama Collection CD vol. 1」収録）

ゲーム
- シンフォニック=レイン
  - 空の向こうに
  - 涙がほおを流れても

### 作詞・作曲
アニメ
- 魔法のプリンセス ミンキーモモ（第2作）
  - Bon Voyage!　(林原めぐみ）（OVA「MINKY MOMO IN 旅立ちの駅」EDテーマ。後にセルフカバー）
- ラブひな
  - サクラサク
  - 君さえいれば
  - はじまりはここから
  - 春だもの!
  - Friendship
  - なんてステキな
  - 祝福
  - イツマデモ♡ドコマデモ
- 十兵衛ちゃん2 -シベリア柳生の逆襲-
  - 心晴れて 夜も明けて
- シスター・プリンセス RePure
  - A Girl in Love（堀江由衣によるフルサイズ版）
- がくえんゆーとぴあ まなびストレート!(以下、林原めぐみによるカバー曲)
  - A Happy Life
  - Lucky & Happy

ゲーム
- シンフォニック=レイン
  - 空の向こうに
  - I'm always close to you
  - 秘密
  - いつでも微笑みを
  - 雨のmusique
  - メロディー
  - リセエンヌ
  - Hello!
  - fay
  - 涙がほおを流れても

ラジオ
- 堀江由衣の天使のたまご
  - Romantic Flight
  - Angel 恋をした

歌手
- ひ・ま・わ・り
  - 長距離電話
  - クラス会

声優
- 林原めぐみ
  - 素直な気持ち
  - 雨の小犬
  - -Life-
  - はなれていても
  - Good Luck!
  - 引っ越し
  - Mint
- 飯塚雅弓
  - 初秋
  - 口笛でル・ラ・ラ
  - いつも君をみつめてる
  - 星空にお祈り
  - 公園通り
- やまとなでしこ
  - Merry Merrily
- 緒方恵美
  - ただ明日のために
  - Can you hear me?
- 堀江由衣
  - クローバー
  - 笑顔の連鎖
- 井上喜久子
  - どうぞよろしくね。
  - Shall we step in the rain?
  - 春
  - 1mmの心配も…
  - きみのうた（井上と共同作詞）

### 作曲
アニメ
- 魔法のプリンセス ミンキーモモ（第2作）
  - ダバダバ Fallin' Love
  - おやすみBaby
  - 夢を抱きしめて
  - 好きより大好きミンキースマイル!
  - 天国の子守唄
  - ええだば音頭
- 愛天使伝説ウェディングピーチ
  - 夢見る愛天使
  - あなたの天使になりたい
- 同級生2
  - 色づく頃に…
  - 光のリング
- ONE 〜輝く季節へ〜（OVA）
  - Eternity 〜この始まりに終わりはない〜
  - Rose
  - 雨はそっと
  - impurity
  - 風が見える日
  - 水色のかおり
  - このままがいいよ
  - 瞳の中の未来
  - 星のまなざし

ゲーム
- 3×3EYES
  - Holy Eyes 〜君の夢はぼくの夢〜

歌手
- ひ・ま・わ・り
  - さよならの雨
- BaBe
  - さよならのScene

声優
- 小森まなみ
  - マリン・マリン・マリン
  - Heart Beat
  - かなしいうさぎ
  - 素顔のアリス
  - オリオンの下で逢いましょう
  - Little Courage 〜うちへおいでよ〜
  - 三月白書
  - 君に逢えてボクはボクになる
  - Presage
  - 青空のパッセージ
  - 桜の下で
- 林原めぐみ
  - あの頃
- 飯塚雅弓
  - ごめんね
- 井上喜久子
  - みずうみ

### 作詞
アニメ
- 恋風
  - 恋風

声優
- 飯塚雅弓
  - Baby Blue

## 出演

### ラジオ
- Sincerely yours, （1993年7月4日 - 1993年10月3日） - 単独でメインパーソナリティを務めた生涯唯一のレギュラー出演番組
- メロキュアの沈黙のradio （2003年3月26日 - 2004年4月24日） - 病気療養のため、途中で休演するも、そのまま復帰することなく死去[18]

### テレビ
- テレビ東京系『NEWSモーニングJAM』（1996年6月11日放送分、ゲスト出演） - テレビ番組としては生涯唯一の出演番組

## 脚註
1. ↑  この頃の経歴については幾人かの元同級生の証言に違いがある。ある元同級生は「一緒に小学校に入学した」と証言している一方、別の元同級生は「小学3年生の頃に島外から転校してきた」と証言している。また、「小学生のうちに転校していった」と証言する元同級生や「中学1年（端島中学）の途中で転校していった」と証言する元同級生もいるため、判然としない。ただし、本人は公式サイトで小学校から中学校の間に2度の転校を経験していることを明かしており、1度目の転校は「小学校3年の時に長崎から東京」だった旨を書いている。
2. 1 2 3  「堤真耶のブログ」 https://ameblo.jp/tsutsumimaya/
3. ↑  岡崎は公式サイトのプロフィールで「高１で結成した（正確に言うと、ぼーっとしていたところを引き入れてもらった）女３人グループ『エレナー』」「『エレナー』はその後特に解散もしていなく、結成以来、世界最長記録を続行中」と述べている。
4. ↑  なお、「エレナー」のメンバーのうちの1人は「中学1年の時に自分の学校に転入してきた」と証言しているため、岡崎本人の証言を前提に時系列で整理すると、エレナーのメンバーが証言した時の転校（転入）は2度目だったことになる。
5. ↑  出身先の小学校・中学校・高校・短大については、前述の端島小学校の在籍歴を除き、親族の意向により非公表。
6. ↑  就職していた企業は現在では日本を代表する規模に成長した某大手企業であるが、一部の関係者を除き、親族の意向で非公表となっている。
7. ↑  その後、会社自体がポリグラム（現在はユニバーサルミュージック）に編入された。
8. ↑  岡崎律子がヤマハ音楽教室・ヤマハ英語教室の教材として作曲した作品のリストは、https://www.ritzstar.jp/disco/child/child.html　を参照。
9. ↑  アニメソングで活躍、岡崎律子さん死去 夕刊フジ 2004年5月12日閲覧
10. ↑  岡崎本人の記述によれば「高校ではバトミントン部の練習、短大ではパン屋さんのバイトとエレナーの練習に大半を費やす。　パン屋さんにしたのは、パンが好きだったから。　スライサー（食パンをスライスする器具）のテクニックは抜群で、サンドイッチ用のパンの厚みは普通１cmだが、「７mmに切って」などのリクエストにも快く応じた。」という。引用元出典：http://love.life.coocan.jp/profile/profile.html　閲覧日2024年8月3日
11. ↑  例として小森まなみ・林原めぐみ・日向めぐみといった、音楽活動を通して交流があった者や、その周辺スタッフなど。
12. ↑  プライベートな友人、知人、学生時代の同級生、親族が特例として認定した一部のファンなど。
13. ↑  taurus MusicBrainz 検索データより
14. ↑  TSUTAYA 検索データより
15. ↑  taurus MusicBrainz 検索データより
16. ↑  ジェーン・バーキン「無造作紳士」（原題: L'aquoiboniste）の日本語カバー。
17. ↑  この頃はシングルCDが8cm型から12cm型に移行する期間であり、12cm用のケースに8cmCDで納められている。
18. ↑  公式には「新曲の制作に専念するために暫く番組への出演を見合わせる」と説明していた。